# Хилеред
Хилеред (дан. Hillerød) је значајан град у Данској, у североисточном делу државе. Град је у управно средиште покрајине Велики Копенхаген, где са околним насељима чини једну од општина, општину Хилеред. Данас Хилеред има око 30 хиљада становника у граду и око 57 хиљада у ширем градском подручју.
Главна знаменитост Хилереда је замак Фредериксборг, једна од највелелепнијих грађевина у целој Данској и бивше седиште краљевске породице.

## Природни услови
Хилеред се налази у североисточном делу Данске. Од главног града Копенхагена, град је удаљен 40 километара северно.
Рељеф: Град Хилеред се налази у североисточном делу данског острва Сјеланд. Градско подручје је покренуто за данске услове. Надморска висина средишта града креће се од 20 до 70 метара.
Клима: Клима у Хилереду је умерено континентална са утицајем Атлантика и Голфске струје.
Воде: Хилеред се налази у унутрашњости острва, без додира са већом водом. Зато се град образовао око омањег језера, на коме се данас налази замак Фредериксборг.

## Историја
Подручје Хилереда било је насељено још у доба праисторије. Данашње насеље први пут се спомиње око 1200. г.
Већи део прошлости града је везан за битисање замка Фредериксборга.
И поред петогодишње окупације Данске (1940-45.) од стране Трећег рајха Хилеред и његово становништво нису много страдали.

## Становништво
Данас Хилеред има око 30 хиљада у градским границама и око 57 хиљада са околним насељима.
Етнички састав: Становништво Хилереда је до пре пар деценија било било готово искључиво етнички данско. И данас су етнички Данци значајна већина, али мали део становништва су скорашњи усељеници.

## Збирка слика
- Замак Фредериксборг
- Врт уз замак
- Главна пешачка улица у Хилереду
- Замак и језеро